# Lena Lattwein
Lena Lattwein, född 2 maj 2000 i Neunkirchen, är en tysk fotbollsspelare (mittfältare) som spelar för VfL Wolfsburg och det tyska landslaget. Hon var en del av den trupp som spelade Europamästerskapet i England år 2022, där hon även blev målskytt i den första gruppspelsmatchen mot Danmark.